# El Cid (pel·lícula)
|  | Per a altres significats, vegeu «El Cid: La leyenda». |

El Cid és una pel·lícula èpica italoamericana sobre el personatge de Rodrigo Díaz de Vivar, "El Cid", heroi castellà de la Reconquesta. Ha estat doblada al català.

## Argument
A la segona meitat del segle xi, Rodrigo Díaz de Vivar, el Cid Campeador, es va fer cèlebre per les seves victorioses campanyes contra els musulmans (conquesta del Regne de València). Acusat injustament de traïció, Rodrigo mata en duel al pare de Jimena, que el rebutja i es tanca en un convent. Aquest és el punt de partida de nombroses peripècies: les intrigues del comte García Ordóñez, el desafiament del rei Ramir d'Aragó i el seu enfrontament amb Alfons VI de Lleó (Jura de Santa Gadea), que el va desterrar de Castella.

## Rodatge
La major part de la pel·lícula va ser rodada a la ciutat de Peníscola (Baix Maestrat). Així mateix, es van rodar altres escenes en diversos punts de Castella, entre ells Calahorra, Madrid, Manzanares (Ciudad Real), Toledo i Valladolid. També es va rodar a Roma i a Bamburgh Beach (Regne Unit).

## Premis i nominacions
La pel·lícula va obtenir tres nominacions als Premis Oscar: per la millor direcció artística; per la millor música i per la millor cançó (The Falcon and the Dove).